# エリオットが行く
エリオットが行く（エリオットがいく、The Untouchables of Elliot Mouse）は、スペインで1996年から1997年にかけて放送されたテレビアニメ。日本では1999年にキッズステーションで放送されたことがある。
本作では、1960年代にアメリカで放送されたテレビドラマ「アンタッチャブル」がパロディとなっている。

## キャラクター
エリオット
声 - ?
ゴードン
声 - ?
ウィルソン
声 - ?
- その他 - 雨宮正武（ナレーション[2]）

## エピソード
- 日本語版第5話 イチかバチか
- 日本語版第11話 スター誕生

## スタッフ
オープニング映像から表記
- 企画　グレゴリオ・ムロ、ルイス・アストレイン、ジョーズ・マニュエル・マータ、ミゲル・エンジェル・カサール、ペドロ・リヴェーロ
- アニメーション・ディレクター　トニー・ガルシア
- 音楽：テリー・ウィルソン
- 共同総指揮：カルロス・バーン
- 製作：クラウディオ・バーン・リヴィリア、レイ・ハンプソン
- 共同製作スタッフ：クリスティーナ・ニコリュー、オルガ・プーラ
- スーパーバイザー：オリヴィア・ボリコン
- アソシエイト・プロデューサー：ジョーズ・マニュエル・イーグルシアーズ
- シリーズ製作：クラウディオ・バーン・ボイド
- 製作 - BRBインターナショナル、アンテナ3テレビジョン、CLT-UFA